# Nuoto sincronizzato ai campionati europei di nuoto 2010 - Singolo
La fase preliminare si è svolta il 4 agosto 2010 e vi hanno partecipato 13 atlete. La finale si è svolta il 7 agosto 2010.

## Medaglie
| Posizione | Atleta           | Paese   |
| --------- | ---------------- | ------- |
| Oro       | Natalia Ischenko | Russia  |
| Argento   | Andrea Fuentes   | Spagna  |
| Bronzo    | Lolita Ananasova | Ucraina |

## Risultati fase preliminare
Le prime 12 atlete sono state ammesse alla fase finale.
| Pos. | Atleta              | Nazionalità | Tecnico | Libero | Totale |
| ---- | ------------------- | ----------- | ------- | ------ | ------ |
| 1    | Natalia Ischenko    | Russia      | 48.600  | 49.050 | 97.650 |
| 2    | Andrea Fuentes      | Spagna      | 47.400  | 48.100 | 95.500 |
| 3    | Lolita Ananasova    | Ucraina     | 45.400  | 46.200 | 91.600 |
| 4    | Anastasia Gloushkov | Israele     | 44.300  | 45.150 | 89.450 |
| 5    | Despoina Solomou    | Grecia      | 44.200  | 45.050 | 89.250 |
| 6    | Linda Cerruti       | Italia      | 44.100  | 44.150 | 88.250 |
| 7    | Sonia Bernardova    | Rep. Ceca   | 42.500  | 43.200 | 85.700 |
| 8    | Nadine Brandl       | Austria     | 42.250  | 42.950 | 85.200 |
| 9    | Pamela Fischer      | Svizzera    | 41.250  | 42.100 | 83.350 |
| 10   | Kalina Yordanova    | Bulgaria    | 38.850  | 39.700 | 78.550 |
| 11   | Dóra Radványi       | Ungheria    | 37.950  | 38.500 | 76.450 |
| 12   | Elena Tini          | San Marino  | 37.050  | 37.600 | 74.650 |
| 13   | Tugce Tanis         | Turchia     | 35.650  | 36.400 | 72.050 |

## Finale
| Pos. | Atleta              | Nazionalità | Punti  |
| ---- | ------------------- | ----------- | ------ |
|      | Natalia Ischenko    | Russia      | 98.900 |
|      | Andrea Fuentes      | Spagna      | 96.600 |
|      | Lolita Ananasova    | Ucraina     | 93.000 |
| 4    | Anastasia Gloushkov | Israele     | 90.600 |
| 5    | Despoina Solomou    | Grecia      | 90.100 |
| 6    | Linda Cerruti       | Italia      | 89.200 |
| 7    | Sonia Bernardova    | Rep. Ceca   | 86.400 |
| 7    | Nadine Brandl       | Austria     | 86.400 |
| 9    | Pamela Fischer      | Svizzera    | 84.800 |
| 10   | Kalina Yordanova    | Bulgaria    | 79.100 |
| 11   | Dóra Radványi       | Ungheria    | 77.500 |
| 12   | Elena Tini          | San Marino  | 74.900 |